# World Series of Poker 1991
De World Series of Poker 1991 werd gehouden in de Binion's Horseshoe in Las Vegas van 26 april t/m 18 mei. Het was de 22ste editie van de World Series of Poker, het grootste pokerevenement ter wereld.

## Toernooien
| Event                           | Winnaar                | Prijs    | Tweede           |
| ------------------------------- | ---------------------- | -------- | ---------------- |
| $1.500 Omaha 8 or better        | Joe Becker             | $119.400 | Mel Judah        |
| $2.500 No Limit Hold'em         | Doyle Brunson          | $208.000 | Dan Stashkiw     |
| $1.500 No Limit Hold'em         | Brent Carter           | $166.800 | O'Neil Longson   |
| $5.000 Seven Card Stud          | Thomas Chung           | $142.000 | Josh Novak       |
| $1.500 Seven Card Stud          | Artie Cobb             | $146.400 | John Sears       |
| $1.500 Ace to Five Draw         | Pat Flanagan           | $106.800 | David Allred     |
| $1.500 Seven Card Stud High Low | Mike Hart              | $106.200 | James Richburg   |
| $5.000 Pot Limit Omaha          | Jay Heimowitz          | $126.000 | John Bonetti     |
| $1.500 Limit Omaha              | Phil Heinrich          | $92.000  | Chris Hatzakos   |
| $1.500 Limit Hold'em            | Max Lindel             | $256.000 | Eddie Schwettman |
| $2.500 Seven Card Stud          | Rodney Pardey          | $133.000 | Don Williams     |
| $5.000 Deuce to Seven Draw      | John Spadavecchia      | $58.500  | Dewey Tomko      |
| $2.500 Limit Hold'em            | Ron Stanley            | $203.000 | Steve Karabinas  |
| $1.500 Pot Limit Omaha          | An Tran                | $87.600  | Chris Björin     |
| $500 Ladies' Seven Card Stud    | Donna Ward             | $28.200  | Toni Brown       |
| $5.000 Limit Hold'em            | Byron "Cowboy" Wolford | $210.000 | Erik Seidel      |
| $1.500 Seven Card Razz          | Charles Wright         | $231.000 | Steve Kopp       |

## Main Event
Het Main Event was het grootste toernooi van de WSOP van 1991. Het is een 10.000 dollar No-Limit Texas Hold'em toernooi. De winnaar van dit toernooi wordt gezien als de officieuze wereldkampioen poker. Er deden in totaal 215 spelers mee.

### Finaletafel
| Positie | Naam           | Prijs      |
| ------- | -------------- | ---------- |
| 1       | Brad Daugherty | $1.000.000 |
| 2       | Don Holt       | $402.500   |
| 3       | Bob Veltri     | $201.250   |
| 4       | Don Williams   | $115.000   |
| 5       | Perry Green    | $69.000    |
| 6       | Ali Farsai     | $34.500    |

### Andere hoge posities
| Positie | Naam             | Prijs   |
| ------- | ---------------- | ------- |
| 9       | Donnacha O'Dea   | $17.250 |
| 10      | Robert Turner    | $11.500 |
| 13      | Gabe Kaplan      | $11,500 |
| 19      | Hans "Tuna" Lund | $9.200  |
| 21      | Jason Lester     | $9.200  |
| 24      | Mike Sexton      | $9.200  |
| 29      | Bobby Baldwin    | $8.050  |